# Rivière Cocagne Nord-Ouest
Pour les articles homonymes, voir Cocagne.
La rivière Cocagne Nord-Ouest est un cours d'eau du sud-est du Nouveau-Brunswick, au Canada.

## Géographie
La rivière Cocagne Nord-Ouest prend sa source à environ 70 mètres d'altitude à Dundas. Elle se dirige ensuite généralement vers l'est avant de se jeter dans la rivière Cocagne à Notre-Dame, en rive gauche. Son principal affluent est le ruisseau Meadow, long d'environ 8 kilomètres.